# Węgorapa
Węgorapa či Angrapa (rusky Анграпа nebo Анграппа, polsky Węgorapa, litevsky Angrapė, německy Angerapp, v notangštině (jeden z vymřelých pruských jazyků) Vingrupė) je řeka ve Varmijsko-mazurském vojvodství v Polsku a v Kaliningradské oblasti v Rusku, jedna ze zdrojnic řeky Pregoly. Je 172 km dlouhá, z toho 44 km v Polsku. Povodí má rozlohu 3 639 km². 
Šířka koryta v horním a středním toku je 5 – 12 m, v dolním toku 7 – 25 m, hloubka 0,2 – 2 m, v dolním toku 1,5 – 3. Rychlost toku je 0,2 – 0,6 m/s.

## Průběh toku
Vytéká v Polsku z jezera Mamry. Soutokem zleva s řekou Įsrutis (rusky Инструч / Instruč, zprava) u ruského města Čerňachovsk tvoří řeku Pregolu.

## Vodní stav
Zdrojem vody je odtok z jezera Mamry, sněhové a dešťové srážky a podzemní prameny. 
Řeka zamrzá v zimě na 2 až 3 měsíce.

## Využití
Na polském i ruském území byly postaveny malé vodní elektrárny. Historický význam má Ozjorská vodní elektrárna o výkonu 500 kW.

## Přítoky
- Gołdapa, Kanál Brożajcki, Wicianka, Pisa